# Sperillen
Der Sperillen (auch Spirillen) ist ein Binnensee in der norwegischen Kommune Ringerike im Fylke Buskerud.

## Lage
Der Sperillen liegt im Zentrum der Kommune Ringerike, nordwestlich von Oslo, auf einer Höhe von 148 bis 150 moh. Er geht in das Tal Ådalen ein und ist in Nord-Süd-Richtung lang gestreckt. Die Länge des Sees beträgt rund 26 Kilometer. Insgesamt hat der See eine Fläche von etwa 36 km². Die tiefste Stelle hat eine Tiefe von 129 Metern.
Der See wird von der Begna und der Urula gespeist. Beide Flüsse münden bei Nes im Norden des Sees in den Sperillen. Die Begna fließt durch das Begndalen aus dem Norden und die Urula durch das Hedalen aus dem Westen auf den See zu. Die Begna fließt schließlich weiter in Richtung Süden zur Stadt Hønefoss. Sie wird im Abschnitt zwischen dem Sperillen und Hønefoss auch Ådalselva genannt.

## Nutzung
Im Jahr 1888 wurde am Südende der erste Staudamm errichtet, um die Dampschifffahrt auf der Ådalselva im Süden zu erleichtern. Nachdem der Damm verfallen war, wurde zwischen 1903 und 1906 ein neuer Damm inklusive Schleuse gebaut, so dass auch der Sperillen schiffbar wurde. Im Jahr 1963 wurde die Schleuse abgerissen und ein Wasserkraftwerk errichtet. Am Damm besteht ein Kran, der kleinere Boote über den Damm heben kann.

## Verkehr
Entlang des Ostufers führt die Europastraße 16 (E16). Zwischen 1926 und 1957 bestand die Bahnlinie Sperillbanen. Sie war eine 24 Kilometer lange Nebenstrecke der Randsfjordbanen zwischen Hen und Finsand.

## Name
Der Name stamm vom altnordischen Namen *Sperðill ab, der sich vom altnordischen Wort spǫrðr (deutsch Schwanz) ableitet. Der Name bezieht sich vermutlich auf die langgestreckte Form des Sees.